# Cat Person
Cat Person ist ein Spielfilm von Susanna Fogel aus dem Jahr 2023.
Die Premiere der französisch-amerikanischen Produktion erfolgte im Januar 2023 beim 39. Sundance Film Festival. Der Kinostart in Deutschland erfolgte Mitte November 2023.

## Handlung
Die College-Studentin Margot verdient ihren Lebensunterhalt als Arbeitskraft in einem Kino. Dort macht sie eines Tages die Bekanntschaft mit dem 33-jährigen Robert. Nach einem lockeren Flirt am Imbissstand setzen sie ihr Gespräch über Textnachrichten fort. Als ihre Vorstellungen miteinander kollidieren, überschlagen sich die Ereignisse.

## Hintergrund
Es handelt sich um den dritten Spielfilm der US-amerikanischen Regisseurin Susanna Fogel. Das Drehbuch von Michelle Ashford basiert auf der gleichnamigen Kurzgeschichte von Kristen Roupenian, die 2017 in dem Magazin The New Yorker erschien. Die Hauptrollen von Margot und Robert übernahmen Emilia Jones und Nicholas Braun.

## Synchronisation
Die deutschsprachige Synchronisation entstand bei EVA Studios Germany nach einem Dialogbuch und unter der Dialogregie von Stefan Fredrich.
| Rolle           | Schauspieler          | Synchronsprecher   |
| --------------- | --------------------- | ------------------ |
| Margot          | Emilia Jones          | Yamuna Kemmerling  |
| Robert Holt     | Nicholas Braun        | Max Felder         |
| Taylor          | Geraldine Viswanathan | Özge Kayalar       |
| Dr. Enid Zabala | Isabella Rossellini   | Susanna Bonasewicz |
| Kelly           | Hope Davis            | Ulrike Stürzbecher |
| Ernie           | Christopher Shyer     | Wolfgang Wagner    |
| Beth            | Liza Koshy            | Lina Rabea Mohr    |
| Dave            | Josh Andrés Rivera    | Michael Kühl       |
| Clay            | Isaac Powell          | Tobias Diakow      |
| Dr. Resnick     | Fred Melamed          | Axel Lutter        |

## Veröffentlichung
Die Uraufführung von Cat People fand am 22. Januar 2023 beim Sundance Film Festival in der Sektion Premieres statt. Der Kinostart in Deutschland erfolgte am 16. November 2023.

## Kritiken
Im Filmdienst lobte Michael Kienzl, der Film seine "eine Mischung aus romantischer Komödie und Thriller", in der es um die "Unterschiede zwischen Wahrnehmung und Wahrheit sowie die von Missverständnissen und Projektionen geprägten Widrigkeiten moderner Formen des Kennenlernens" gehe. Mit einem "präzisen Blick für rollentypisches Verhalten und zwischenmenschliche Dynamiken" spiele der Film souverän mit Genre-Versatzstücken und verwehre sich "gegen allzu simple Aussagen über das Verhalten der Geschlechter".
Kai Mihm kritisierte dagegen in epd Film, dass der Film vielleicht "auf verkrampfte Geschlechterverhältnisse aufmerksam machen und für etwas mehr Entspannung speziell bei der »übersensiblen« jüngeren Generation plädieren" wolle. Nur komme dies im Film "sehr anders rüber". Margot und ihr studentisches Umfeld würden als "prätentiös und überspreizt inszeniert". Hätten in der Kurzgeschichte sowohl Robert als auch Margot "sexistische Züge", würde Robert im Film "zum Opfer einer selbstbezogenen jungen Frau, die ihn nicht einmal nach seinem Beruf fragte und nun glaubt, sich um jeden Preis vor ihm »schützen« zu müssen." Margot werde zum "Klischee hysterischer Weiblichkeit" gemacht, und die vernünftigste Frauenfigur sei eine alte Polizistin, die ihr "zu etwas mehr Klarsicht und weniger »True Crime«-Serien" rät.